# منتخب سلوفاكيا لكرة الطائرة للرجال
منتخب سلوفاكيا الوطني لكرة الطائرة للرجال (بالسلوفاكية: Slovenské národné volejbalové družstvo mužov)‏ هو ممثل سلوفاكيا الرسمي في المنافسات الدولية في كرة طائرة في فئة كرة الطائرة للرجال.